# Saint-Cergue
Saint-Cergue (toponimo francese) è un comune svizzero di 2 497 abitanti del Canton Vaud, nel distretto di Nyon.

## Storia
Nel 1862 ha inglobato la frazione di La Cure, al confine con la Francia.

## Monumenti e luoghi d'interesse

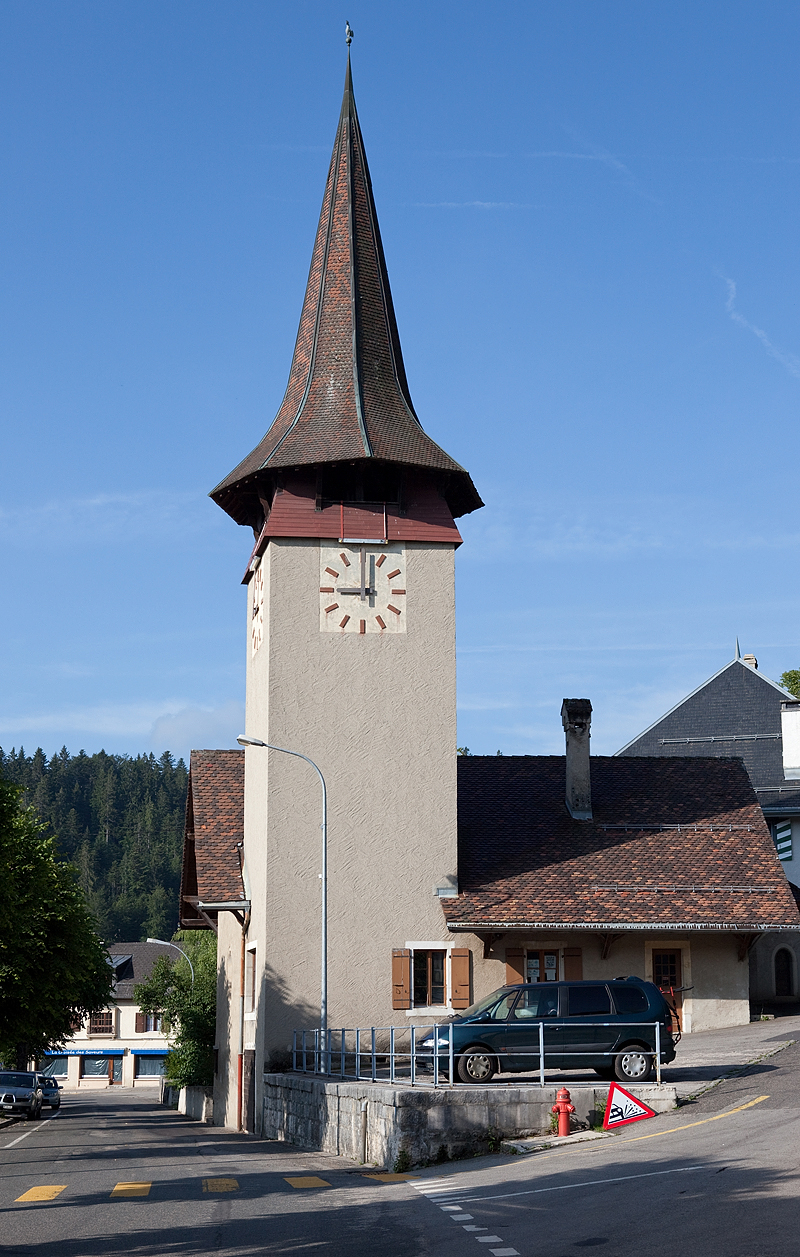
La chiesa di San Chirico

- Chiesa riformata di San Chirico[1].

## Società

### Evoluzione demografica
L'evoluzione demografica è riportata nella seguente tabella:
Abitanti censiti

## Economia
Saint-Cergue è una stazione sciistica sviluppatasi a partire dagli anni 1910.

## Infrastrutture e trasporti

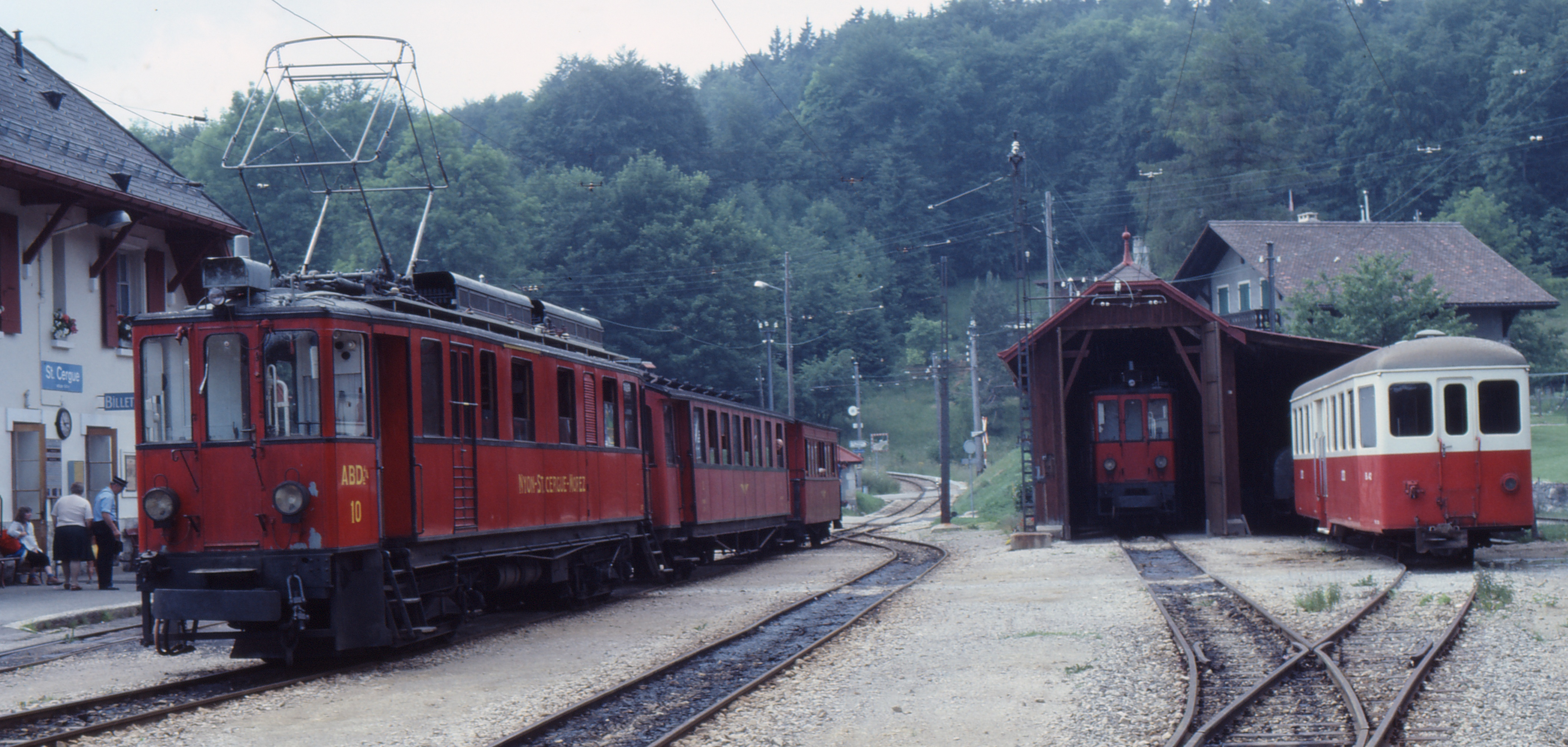
La stazione di Saint-Cergue

Saint-Cergue è servito dalla stazione di Saint-Cergue e da quella di La Cure sulla ferrovia Nyon-Saint-Cergue.

## Amministrazione
Ogni famiglia originaria del luogo fa parte del cosiddetto comune patriziale e ha la responsabilità della manutenzione di ogni bene ricadente all'interno dei confini del comune.